# Référendum constitutionnel haïtien de 1985
Le Référendum de 1985 à Haïti fut une consultation électorale organisée par le président d'Haïti, Jean-Claude Duvalier, afin de pouvoir amender la Constitution de 1983.

## Contexte
Les amendements voulus par Jean-Claude Duvalier visés à modifier la forme du pouvoir exécutif.
- La fonction présidentielle devint une présidence à vie.
- Le poste de Premier ministre était créé.
- Le président pouvait nommer son successeur.
- Le Multipartisme était accepté que pour les partis politiques faisant allégeances au Président de la République.

En juin 1985, l’Assemblée législative haïtienne adopta à l’unanimité une nouvelle loi exigeant que chaque parti politique reconnaisse le président à vie, Jean-Claude Duvalier, comme l’arbitre suprême de la nation.

## Résultat
Le référendum eut lieu le 22 juillet 1985.
| Choix  | Pourcentage des voix | Nombre de bulletins |
| ------ | -------------------- | ------------------- |
| Pour   | 99,98 %              | 2 300 000           |
| Contre | 0,019 %              | 449                 |
| Total  | 100 %                | 2 300 449           |

## Conséquences
La réforme constitutionnelle fut ratifiée par une majorité de 99,98 %. Les États-Unis furent impressionnés. À l’occasion de la fête nationale des États-Unis, le 4 juillet, l’ambassadeur américain fit savoir à ses hôtes que c’était "un pas en avant encourageant". L’administration américaine de Ronald Reagan assura au Congrès que "l’évolution démocratique" progressait.
L’émission "Garanti la lwa" de Radio Soleil dénonça le manque de démocratie avec humour. Le directeur de la radio fut expulsé d'Haïti ainsi que trois autres prêtres étrangers.
Cette élection a été largement considérée comme une imposture électorale et anti-démocratique. Elle suscita une vague d'indignation nationale et internationale. Cette mascarade électorale entraîna un large mécontentement populaire et une révolte générale. Le 28 novembre 1985, l’armée et la milice des Tontons macoutes tirèrent et tuèrent plusieurs personnes, notamment des lycéens, aux Gonaïves. Le 25 décembre 1985, Radio Soleil fut fermée. 
Quelques mois plus tard, en février 1986, face à l'explosion populaire, Jean-Claude Duvalier s'enfuyait à bord d'un avion militaire américain à destination de la France, sa nouvelle terre d'exil, avec une partie du trésor financier d'Haïti transférée sur des comptes en Suisse.